# SN 1999ci
SN 1999ci – supernowa typu Ia odkryta 15 maja 1999 roku w galaktyce A145212+2754. W momencie odkrycia miała maksymalną jasność 19,30m.